# Volvo PV444/544
O Volvo PV é uma série de modelos de veículos de duas portas para quatro passageiros – o PV444 e o PV544 – feitos pela Volvo do ano de 1947 até o ano de 1965. Durante os estágios iniciais da Segunda Guerra, a Volvo decidiu que um novo, pequeno carro com boa economia de combustível poderia assegurar o futuro da companhia. A escassez de matérias-primas durante a guerra deixou claro que um automóvel deveria ser menor, e também complicaria a capacidade da Volvo de produzir o produto em massa. Em 1944, quando o carro foi finalmente introduzido para um público ávido por carros, a resposta ao modelo foram muito positivas e encomendas chegaram da população sueca. Foram mais três anos, porém, até 1947, antes do início da produção em série.
O PV ganhou rapidamente a reputação por ser forte e robusto, embora o design tenha sido considerado desatualizado desde o início. O PV também competiu com sucesso, na classe americana SCCA, mas também internacionalmente, com um PV544 de segunda mão memorável ganhando o Rali Safári de 1965. Nenhum PV 544 foi produzido em 1966. A última produção ocorreu em outubro de 1965, alguns foram vendidos em 1966 e intitulado como tal, mas o último ano modelo é 1965.

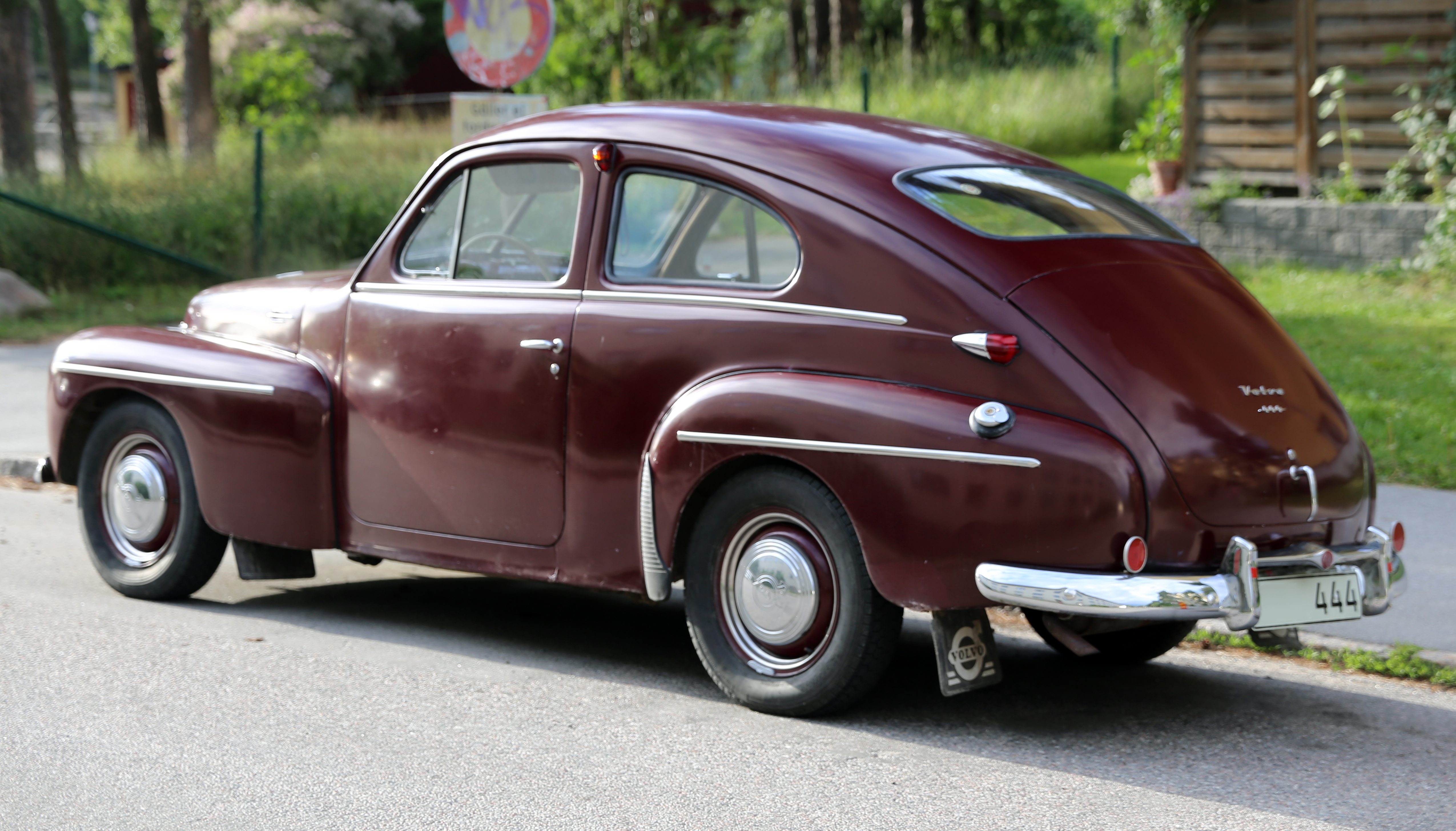
Um PV444 HS de 1954, mostrando o novo para-brisas traseiro de tamanho normal.
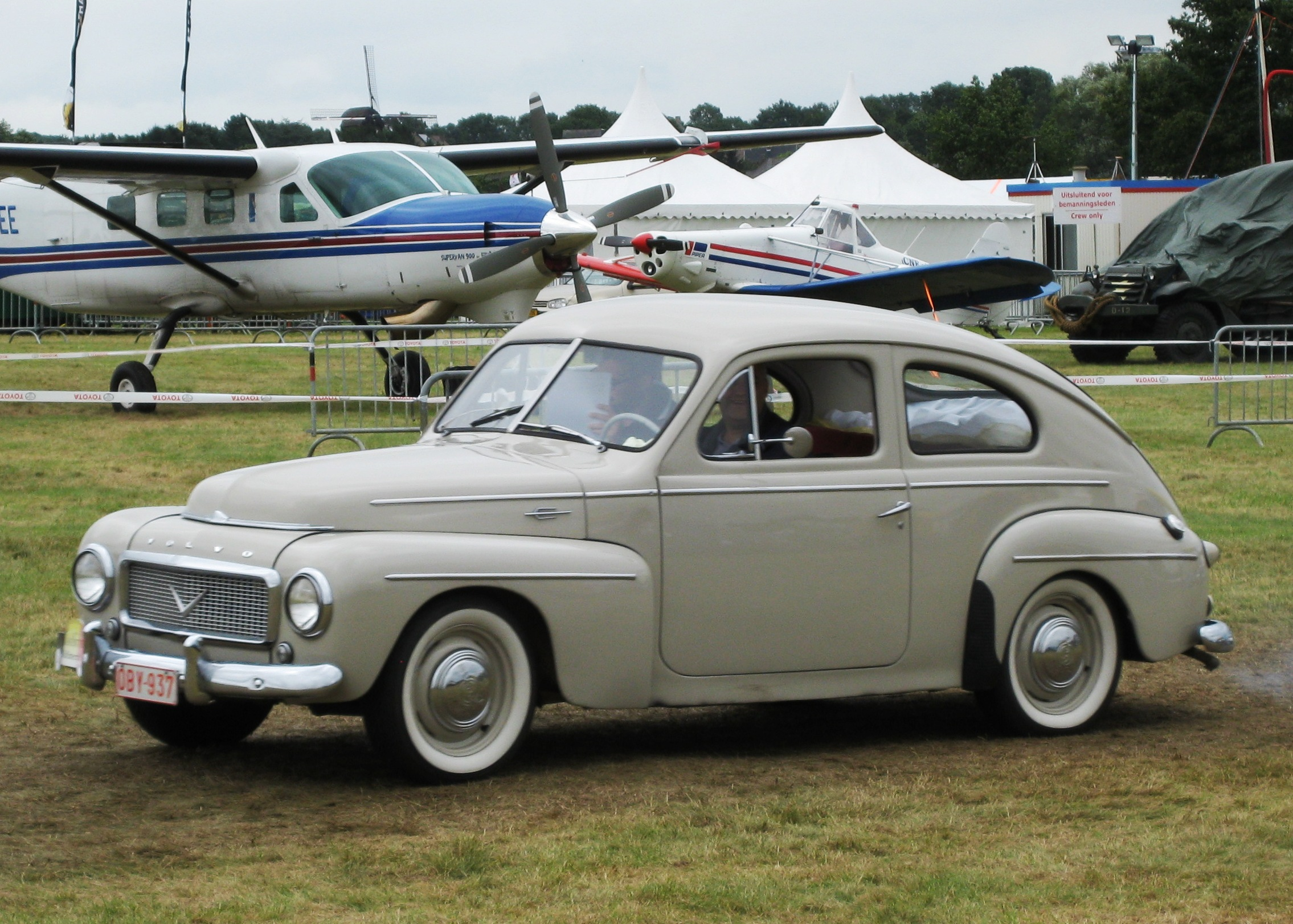
PV444 de 1957 em 2014.
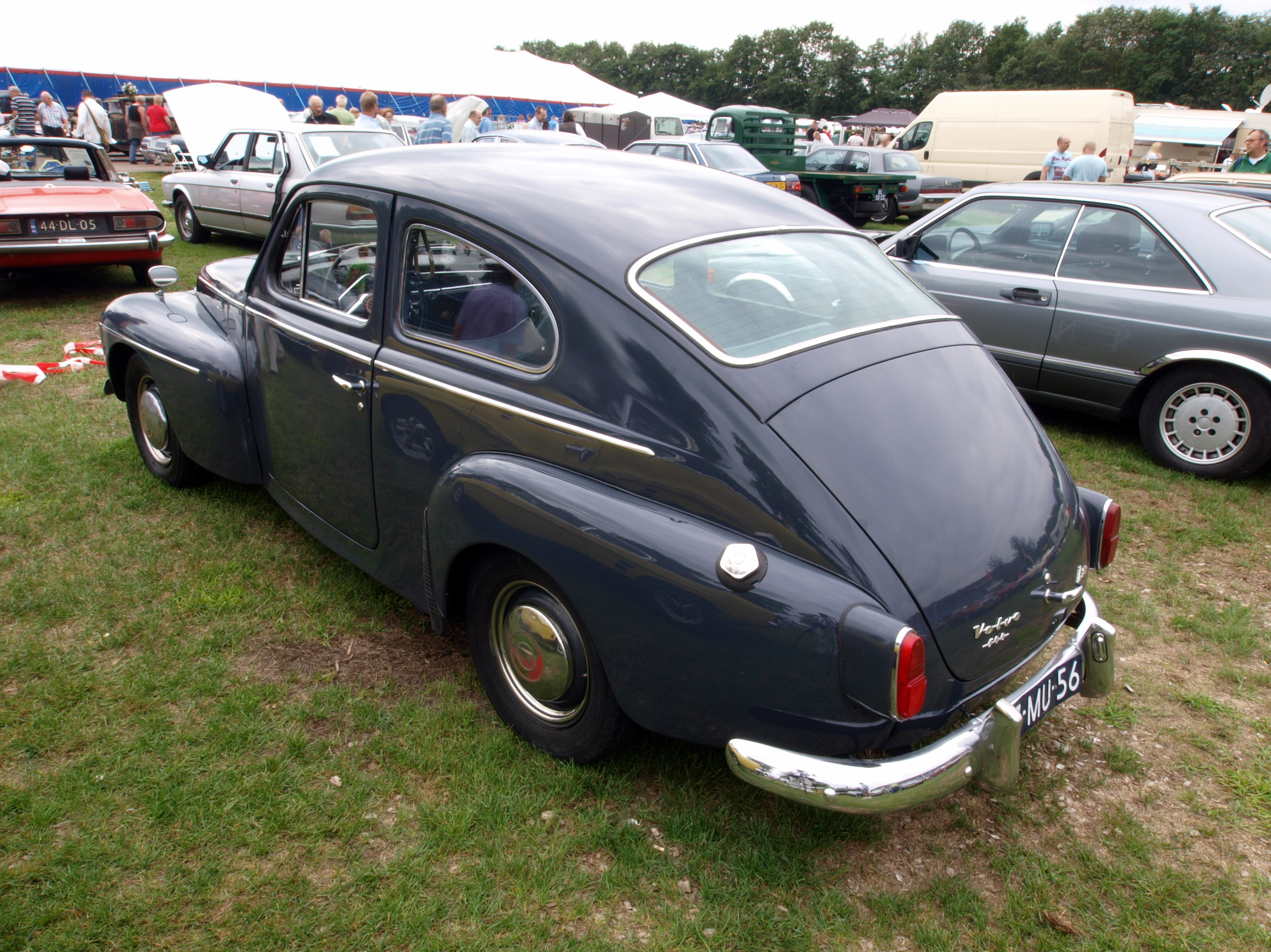
Traseira do PV544 no 2010 Autotron Classic, nos Países Baixos.
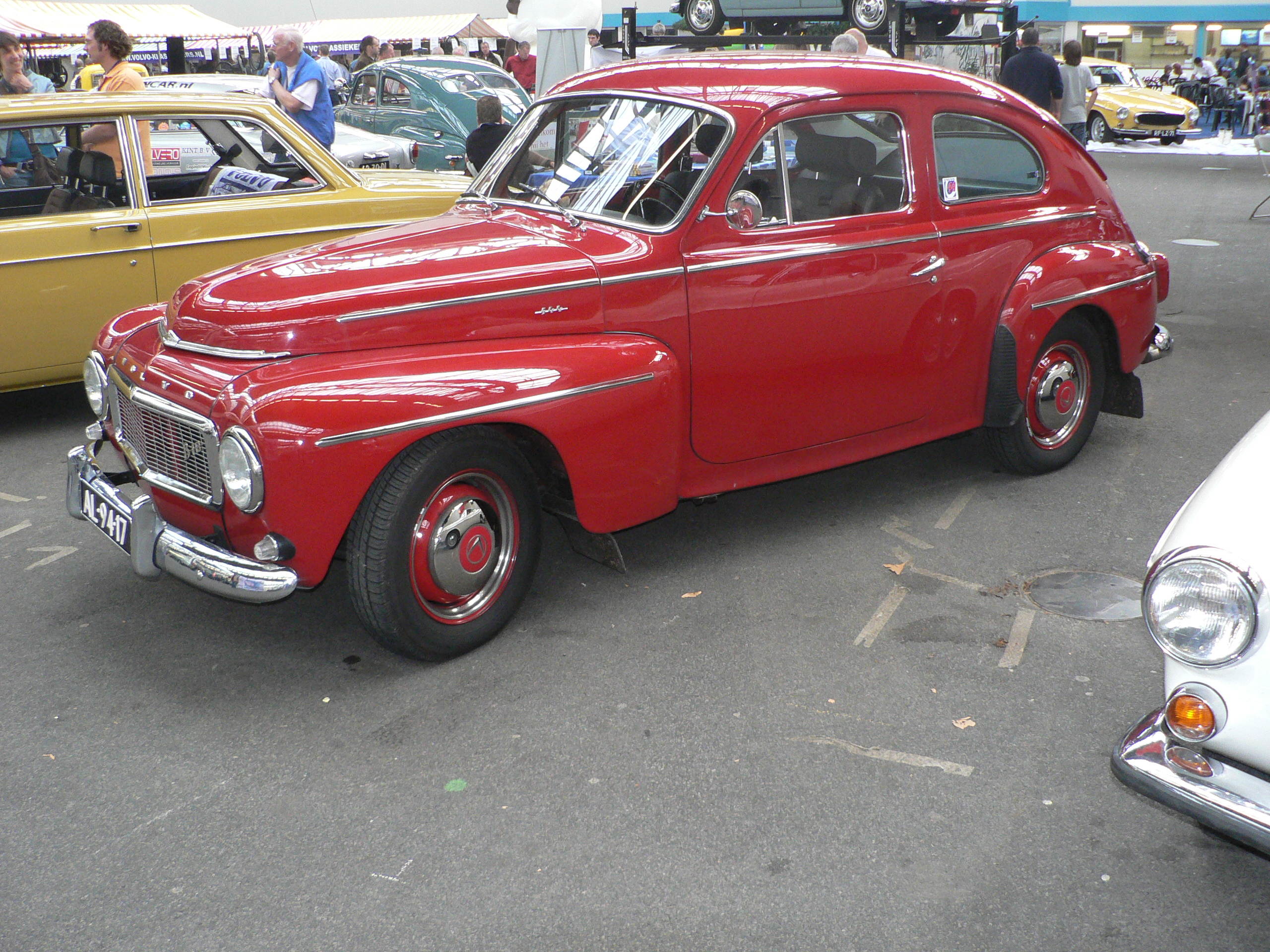
PV544 de 1963 no Volvo Klassieker Beurs 2006.